# Linx Point
Linx Point è il nome in codice della famiglia di chipset che Intel ha rilasciato a giugno 2013 in abbinamento ai processori basati sull'architettura Haswell, e commercializzati usando il nome commerciale di Serie 8.
Si tratta del successore del chipset Cougar Point, presentato nel corso del 2011, per la precedente architettura Sandy Bridge.

## Caratteristiche tecniche
Al pari del predecessore, anche i chipset della famiglia Linx Point non integrano più il controller della memoria RAM, dato che esso è stato definitivamente spostato all'interno della CPU stessa a partire dall'architettura Nehalem e ai corrispondenti chipset appartenenti alla famiglia Ibex Peak. Al pari dei predecessori, anche il design di Linx Point è quello a un unico chip, integrando quindi in un unico componente sia il northbridge sia il southbridge.
Offrono supporto nativo sia allo standard SATA 3 che USB 3.0 e il socket è diventato l'LGA 1150 non compatibile con il precedente LGA 1155.
Lo standard audio integrato è invece l'ormai collaudato "High Definition Audio", chiamato da Intel con il nome in codice Azalia che è in grado di gestire i formati stereo LPCM, oppure AC3 a 5.1 canali a 96 kHz, mentre per quanto riguarda la scheda di rete, ancora una volta sarà integrato un controller Ethernet Gigabit.

## Il successore
A metà 2014, Intel ha rilasciato i processori basati sulla nuova architettura "Haswell Refresh", ovvero una semplice revisione e ottimizzazione della originaria architettura Haswell, mentre a fine anno arriveranno anche quelli basati sull'evoluzione a 14 nm chiamata Broadwell. Insieme a tali CPU sono stati presentati anche i chipset appartenenti alla famiglia Wildcat Point, evoluzione di Linx Point.